# Ograđenovac
Ograđenovac är en ort i Bosnien och Hercegovina.   Den ligger i distriktet Brčko, i den nordöstra delen av landet, 110 km norr om huvudstaden Sarajevo. Ograđenovac ligger 137 meter över havet och antalet invånare är 734.
Terrängen runt Ograđenovac är platt åt nordost, men åt sydväst är den kuperad.  Närmaste större samhälle är Brčko, 12,4 km nordost om Ograđenovac. 
Omgivningarna runt Ograđenovac är en mosaik av jordbruksmark och naturlig växtlighet. Runt Ograđenovac är det ganska tätbefolkat, med 100 invånare per kvadratkilometer.